# باشگاه فوتبال سپاهان در فصل ۸۹–۱۳۸۸
در این صفحه شما اطلاعات سپاهان اصفهان در فصل ۸۹–۱۳۸۸ فوتبال ایران را خواهید دید. سپاهان اصفهان در این فصل در لیگ برتر نهم ، جام حذفی بیست و سوم و  ۲۹ امین دوره لیگ قهرمانان آسیا شرکت کرد.

## مسابقات

### بررسی مسابقات
| رقابت             | اولین بازی    | آخرین بازی       | شروع دور     | جایگاه نهایی        | آمار | آمار | آمار | آمار | آمار | آمار | آمار | آمار  |
| رقابت             | اولین بازی    | آخرین بازی       | شروع دور     | جایگاه نهایی        | بازی | ب    | ت    | ش    | گ‌ز   | گ‌خ   | ت‌گ   | % برد |
| ----------------- | ------------- | ---------------- | ------------ | ------------------- | ---- | ---- | ---- | ---- | ---- | ---- | ---- | ----- |
| لیگ برتر          | ۱۶ مرداد ۱۳۸۸ | ۲۸ اردیبهشت ۱۳۸۹ | هفته اول     | قهرمان              | ۳۴   | ۱۹   | ۱۰   | ۵    | ۶۷   | ۳۰   | ۳۷+  | ۰۵۶   |
| جام حذفی          |               |                  |              |                     | ۲    | ۱    | ۰    | ۱    | ۳    | ۱    | ۲+   | ۰۵۰   |
| لیگ قهرمانان آسیا | ۵ اسفند ۱۳۸۸  | ۷ اردیبهشت ۱۳۸۹  | ۱۰ بهمن ۱۳۸۸ | رده سوم مرحله گروهی | ۶    | ۲    | ۲    | ۲    | ۵    | ۵    | ۰+   | ۰۳۳   |
| مجموع             | مجموع         | مجموع            | مجموع        | مجموع               | ۴۲   | ۲۲   | ۱۲   | ۸    | ۷۵   | ۳۶   | ۳۹+  | ۰۵۲   |

آخرین به‌روزرسانی در: ۷ آوریل ۲۰۱۸.

منبع: رقابت‌ها
      برد
      تساوی
      باخت

#### خلاصه نتایج و وضعیت
| هفته  | ۱  | ۲ | ۳  | ۴ | ۵ | ۶ | ۷ | ۸ | ۹ | ۱۰ | ۱۱ | ۱۲ | ۱۳ | ۱۴ | ۱۵ | ۱۶ | ۱۷ | ۱۸ | ۱۹ | ۲۰ | ۲۱ | ۲۲ | ۲۳ | ۲۴ | ۲۵ | ۲۶ | ۲۷ | ۲۸ | ۲۹ | ۳۰ | ۳۱ | ۳۲ | ۳۳ | ۳۴ |
| ----- | -- | - | -- | - | - | - | - | - | - | -- | -- | -- | -- | -- | -- | -- | -- | -- | -- | -- | -- | -- | -- | -- | -- | -- | -- | -- | -- | -- | -- | -- | -- | -- |
| زمین  | م  | خ | م  | خ | م | خ | م | خ | م | م  | خ  | م  | خ  | م  | خ  | م  | خ  | خ  | م  | خ  | م  | خ  | م  | خ  | م  | خ  | خ  | م  | خ  | م  | خ  | م  | خ  | م  |
| نتیجه | ش  | پ | ش  | پ | ت | پ | ت | پ | ت | ت  | پ  | پ  | ش  | پ  | پ  | پ  | پ  | پ  | پ  | پ  | پ  | ت  | ت  | پ  | ت  | پ  | ش  | ت  | پ  | ش  | پ  | ت  | پ  | ت  |
| وضعیت | ۱۵ | ۶ | ۱۲ | ۸ | ۷ | ۵ | ۶ | ۵ | ۵ | ۴  | ۴  | ۲  | ۳  | ۱  | ۱  | ۱  | ۱  | ۱  | ۱  | ۱  | ۱  | ۱  | ۱  | ۱  | ۱  | ۱  | ۱  | ۱  | ۱  | ۱  | ۱  | ۱  | ۱  | ۱  |

آخرین بروزرسانی: ٫ ۳۰ اوت ۲۰۱۸.
منبع: Ipl (به انگلیسی) {{citation}}: External link in |عنوان= (help)

زمین: م = مهمان، خ = خانه. نتیجه: ت = تساوی، ش = شکست، پ = پیروزی.

### لیگ برتر خلیج فارس

#### جدول عملکرد
| مجموع | مجموع  | مجموع | مجموع | مجموع | مجموع | مجموع | مجموع | خانه | خانه | خانه | خانه | خانه | خانه | مهمان | مهمان | مهمان | مهمان | مهمان | مهمان |
| بازی  | امتیاز | پ     | ت     | ش     | گ‌ز    | گ‌خ    | ت‌گ    | پ    | ت    | ش    | گ‌ز   | گ‌خ   | ت‌گ   | پ     | ت     | ش     | گ‌ز    | گ‌خ    | ت‌گ    |
| ----- | ------ | ----- | ----- | ----- | ----- | ----- | ----- | ---- | ---- | ---- | ---- | ---- | ---- | ----- | ----- | ----- | ----- | ----- | ----- |
| ۳۴    | ۶۷     | ۱۹    | ۱۰    | ۵     | ۶۷    | ۳۰    | ۳۷+   | ۱۴   | ۱    | ۲    | ۴۱   | ۱۱   | ۳۰+  | ۵     | ۹     | ۳     | ۲۶    | ۱۹    | ۷+    |

|}

آخرین به روز رسانی جدول ۴ سپتامبر ۲۰۱۸
منبع: آمار و اطلاعات لیگ برتر
نحوه قرار گرفتن در جدول:1st امتیاز؛ 2nd تفاضل گل؛ 3rd گل زده.
# = رتبه در جدول؛ بازی = تعداد بازی؛ برد = بازیهای برده؛ مساوی = بازیهای مساوی؛ باخت = بازیهای باخته؛ زده = گل زده؛ خورده = گل خورده؛ تفاضل = تفاضل گل؛ امتیاز = امتیاز گرفته؛
(ق) = قهرمان؛ (س) = سقوط کرده؛ (ص) = صعود به رده بالاتر؛ (پ) = رفتن به پلی آف؛ (۱/۴) = رفتن به ۱/۴

#### جدول لیگ
| رتبه | تیم           | بازی | برد | مساوی | باخت | گل زده | گل خورده | گل تفاضل | امتیاز | صعود یا سقوط                                |
| ---- | ------------- | ---- | --- | ----- | ---- | ------ | -------- | -------- | ------ | ------------------------------------------- |
| ۱    | سپاهان        | ۳۴   | ۱۹  | ۱۰    | ۵    | ۶۷     | ۳۰       | ۳۷+      | ۶۷     | صعود به مرحله گروهی لیگ قهرمانان آسیا ۲۰۱۱  |
| ۲    | ذوب‌آهن        | ۳۴   | ۱۶  | ۱۳    | ۵    | ۴۸     | ۲۹       | ۱۹+      | ۶۱     | صعود به مرحله گروهی لیگ قهرمانان آسیا ۲۰۱۱  |
| ۳    | استقلال       | ۳۴   | ۱۶  | ۱۱    | ۷    | ۴۹     | ۳۲       | ۱۷+      | ۵۹     | صعود به مرحله گروهی لیگ قهرمانان آسیا ۲۰۱۱  |
| ۴    | پرسپولیس      | ۳۴   | ۱۳  | ۱۴    | ۷    | ۴۶     | ۴۰       | ۶+       | ۵۳     | صعود به مرحله گروهی لیگ قهرمانان آسیا ۲۰۱۱۱ |
| ۵    | استیل آذین    | ۳۴   | ۱۳  | ۱۳    | ۸    | ۵۵     | ۴۹       | ۶+       | ۵۲     |                                             |
| ۶    | صبا           | ۳۴   | ۱۳  | ۹     | ۱۲   | ۵۲     | ۴۵       | ۷+       | ۴۸     |                                             |
| ۷    | تراکتورسازی   | ۳۴   | ۱۱  | ۱۴    | ۹    | ۴۳     | ۴۲       | ۱+       | ۴۷     |                                             |
| ۸    | سایپا         | ۳۴   | ۱۲  | ۱۰    | ۱۲   | ۴۸     | ۵۳       | ۵−       | ۴۶     |                                             |
| ۹    | مس            | ۳۴   | ۱۱  | ۹     | ۱۴   | ۵۵     | ۵۶       | ۱−       | ۴۲     |                                             |
| ۱۰   | فولاد         | ۳۴   | ۹   | ۱۵    | ۱۰   | ۳۱     | ۳۴       | ۳−       | ۴۲     |                                             |
| ۱۱   | پیکان         | ۳۴   | ۹   | ۱۴    | ۱۱   | ۴۰     | ۴۴       | ۴−       | ۴۱     |                                             |
| ۱۲   | ملوان         | ۳۴   | ۱۰  | ۱۱    | ۱۳   | ۳۱     | ۴۷       | ۱۶−      | ۴۱     |                                             |
| ۱۳   | شاهین بوشهر   | ۳۴   | ۹   | ۱۲    | ۱۳   | ۳۷     | ۳۷       | ۰        | ۳۹     |                                             |
| ۱۴   | راه‌آهن        | ۳۴   | ۹   | ۱۱    | ۱۴   | ۳۶     | ۴۴       | ۸−       | ۳۸     |                                             |
| ۱۵   | پاس           | ۳۴   | ۹   | ۱۱    | ۱۴   | ۳۶     | ۴۴       | ۸−       | ۳۸     |                                             |
| ۱۶   | فجر سپاسی     | ۳۴   | ۸   | ۱۳    | ۱۳   | ۳۴     | ۴۵       | ۱۱−      | ۳۷     | سقوط به لیگ آزادگان ۹۰–۱۳۸۹                 |
| ۱۷   | ابومسلم       | ۳۴   | ۷   | ۱۱    | ۱۶   | ۳۶     | ۵۱       | ۱۵−      | ۳۲     | سقوط به لیگ آزادگان ۹۰–۱۳۸۹                 |
| ۱۸   | استقلال اهواز | ۳۴   | ۷   | ۹     | ۱۸   | ۳۸     | ۶۰       | ۲۲−      | ۳۰     | سقوط به لیگ آزادگان ۹۰–۱۳۸۹                 |